# Dyscia deminutaria
Dyscia deminutaria är en fjärilsart som beskrevs av Jacob Hübner 1818. Dyscia deminutaria ingår i släktet Dyscia och familjen mätare. Inga underarter finns listade i Catalogue of Life.